# Calcio Lecco 1912
Il Calcio Lecco 1912, meglio noto come Lecco, è una società calcistica italiana con sede nella città di Lecco. Milita in Serie C, la terza divisione del campionato italiano.
Fondato nel 1912, ha disputato tre campionati di Serie A (l'ultimo dei quali nella stagione 1966-1967), e dodici di Serie B, cui se ne aggiungono tre di Seconda Divisione nelle leghe predecessore degli anni Venti. Annovera nel suo palmarès la vittoria di una Coppa Italia Semiprofessionisti (1976-1977) in campo nazionale e di una Coppa Anglo-Italiana (1977) in ambito internazionale.
Tra i club che hanno militato in Serie A, i blucelesti occupano il 60º posto nella classifica perpetua dal 1929 e hanno la 65ª miglior tradizione sportiva.

## Storia

### DallaSocietà Canottieri Leccoall'Associazione Calcio Lecco
Il 22 dicembre 1912, su idea del consigliere d'amministrazione Vico Signorelli, la Società Canottieri Lecco (nata il 27 settembre 1895 presso il Caffè del Teatro Sociale) costituì una propria sezione dedicata alla pratica del foot-ball. I colori sociali della relativa squadra furono fin da subito il blu e il celeste, mutuati dalla storica divisa della Canottieri. La prima sede della sezione venne stabilita in via Francesco Nullo.
Il 13 aprile 1913 i blucelesti (indicati in alcuni documenti come Canottieri Lecco Football Club) disputarono la loro prima partita, perdendo 4-1 contro il Milan (per i rossoneri andarono in rete Saverio e Rigoli), per poi dedicarsi ad amichevoli e tornei su scala regionale e locale. Sede delle partite era il campo di gioco "Primavera" in via Ponchielli, affittato dalla ditta Badoni; in panchina sedeva Achille Todeschini. L'esordio in un campionato ufficiale organizzato dalla F.I.G.C. avvenne nella stagione 1920-1921 in Promozione: i lecchesi debuttarono il 5 dicembre 1920 al campo di via Villoresi a Milano, superando l'Olona per 2-6. Fu l'inizio di un campionato d'alto livello, che vide la Canottieri arrivare fino alle finali-promozione per la Serie A, sfiorando l'impresa all'ultima giornata contro i comaschi dell'Esperia, che tuttavia ressero l'impatto e si accontentarono dello 0-0.
Un anno dopo, nel 1922, fu eletto presidente della Canottieri Eugenio Ceppi, che mise a disposizione un proprio terreno "ai Cantarelli" per ricavare il nuovo campo sportivo, che col tempo diverrà lo stadio comunale. L'inaugurazione si celebrò il 15 ottobre. Nel successivo decennio i blucelesti ebbero un rendimento altalenante (complici le finanze non floride della Canottieri), ma si tolsero comunque delle soddisfazioni: nel 1926, dopo essersi piazzati al secondo posto in campionato, furono infatti ripescati in Prima divisione, restandovi per tre anni.
Il 22 luglio 1931, dopo aver formato una commissione provvisoria formata dall'avvocato Vittorio Rigoli, dal ragionier Achille Gilardenghi, dall'ingegner Nino Todeschini e dal geometra Giovanni Lanfritto, la Canottieri (contestualmente alla morte di Eugenio Ceppi) decise di abbandonare il settore calcistico a causa degli elevati sforzi economici necessari, che avevano causato un ammanco di 50 000 lire nelle casse sociali. Per evitare lo scioglimento della squadra, un gruppo di soci costituì l'Associazione Calcio Lecco, con il professor Gennaro Pensa come primo presidente e Mario Ceppi (figlio del fu Eugenio) quale esponente di spicco del cda. La prima decisione del club autonomo fu un drastico taglio dei costi: il direttore tecnico Achille Todeschini (ex giocatore) liquidò praticamente tutti i tesserati non lecchesi, riallestendo la rosa con giocatori locali.
La prima sede dell'A.C. Lecco fu stabilita nel salone del Caffè Commercio, in piazza XX Settembre.

### Dall'epoca-Ceppi all'arrivo in Serie A

Mario Ceppi, presidentissimo del Lecco a periodi alterni dagli anni 1940 agli anni 1980.

Nel secondo decennio calcistico, il Lecco disputò campionati a un discreto livello, dapprima restando in corsa per la promozione in Serie B durante la stagione in Prima Divisione 1931-1932 fino all'ultima giornata, fino all'ultimo minuto, poi restando sempre nella nuova Serie C terminando il campionato tra le posizioni alte e medio-basse della classifica.
A livello societario, la situazione fu drammatica risentendo una grande e grave crisi economica che si è risolta nell'estate del 1941 quando il Comitato Provinciale del C.O.N.I. nomina il ragionier Mario Ceppi commissario straordinario, il quale grazie anche agli aiuti politici locali, riuscì nell'impresa di salvare il calcio lecchese appianando gran parte dei debiti. Nel periodo post-bellico, durante la stagione 1945-1946 i blu-celesti parteciparono nella Serie mista B-C Alta Italia concludendo la stagione al secondo posto dietro la Pro Patria e riuscendo a guadagnarsi lo spareggio per accedere alle finali per la promozione in A. Nello spareggio, però, all'Arena di Milano la partita terminò 0-0 e la Federazione successivamente annullò uno degli incontri dei bustocchi ordinando la ripetizione del match che portò il Lecco terzo a un passo dalla Serie A.
Negli anni successivi, dal 1946 al 1948, il Lecco collezionò due retrocessioni, di cui una causata dal nuovo regolamento federale che fece strapiombare il Lecco nel campionato di Promozione.
Il 3 agosto 1948, per il Lecco iniziò una rivoluzione con la nomina di Mario Ceppi a presidente. Egli portò la squadra a un periodo di crescita inarrestabile e al salto di qualità verso la massima categoria. Durante la sua permanenza ai vertici blucelesti, il Lecco nel giro di sette anni in cui concluse le stagioni in Serie C a partire dal campionato 1953-1954 sempre nelle posizioni alte della classifica, salvo una breve parentesi in IV Serie, grazie ad Angelo Piccioli in panchina, ex giocatore bluceleste, nella stagione di Serie B 1959-1960, fece conquistare per la prima volta la Serie A alla squadra tra l'entusiasmo dei tifosi e di un'intera città.
L'avventura in Serie A per il Lecco, iniziò il 25 settembre 1960, quando nell'esordio in massima serie, i blucelesti persero in trasferta per 4-0 contro la Fiorentina. La prima vittoria per i blucelesti nel massimo campionato, arrivò il 9 ottobre quando alle pendici del Resegone, il Lecco batté in casa il Padova per 2-1 e dopo una stagione di alti e bassi culminata con gli spareggi-salvezza finali contro Udinese e Bari, i lecchesi si salvarono con le unghie e con i denti grazie alle reti di Arienti.
Nella stagione successiva, in Serie A, nonostante la squadra venne rinforzata con l'acquisto di Bengt Lindskog e di Beniamino Di Giacomo, i blucelesti retrocessero in Serie B al penultimo posto prima con Angelo Piccioli e poi con Camillo Achilli in panchina.

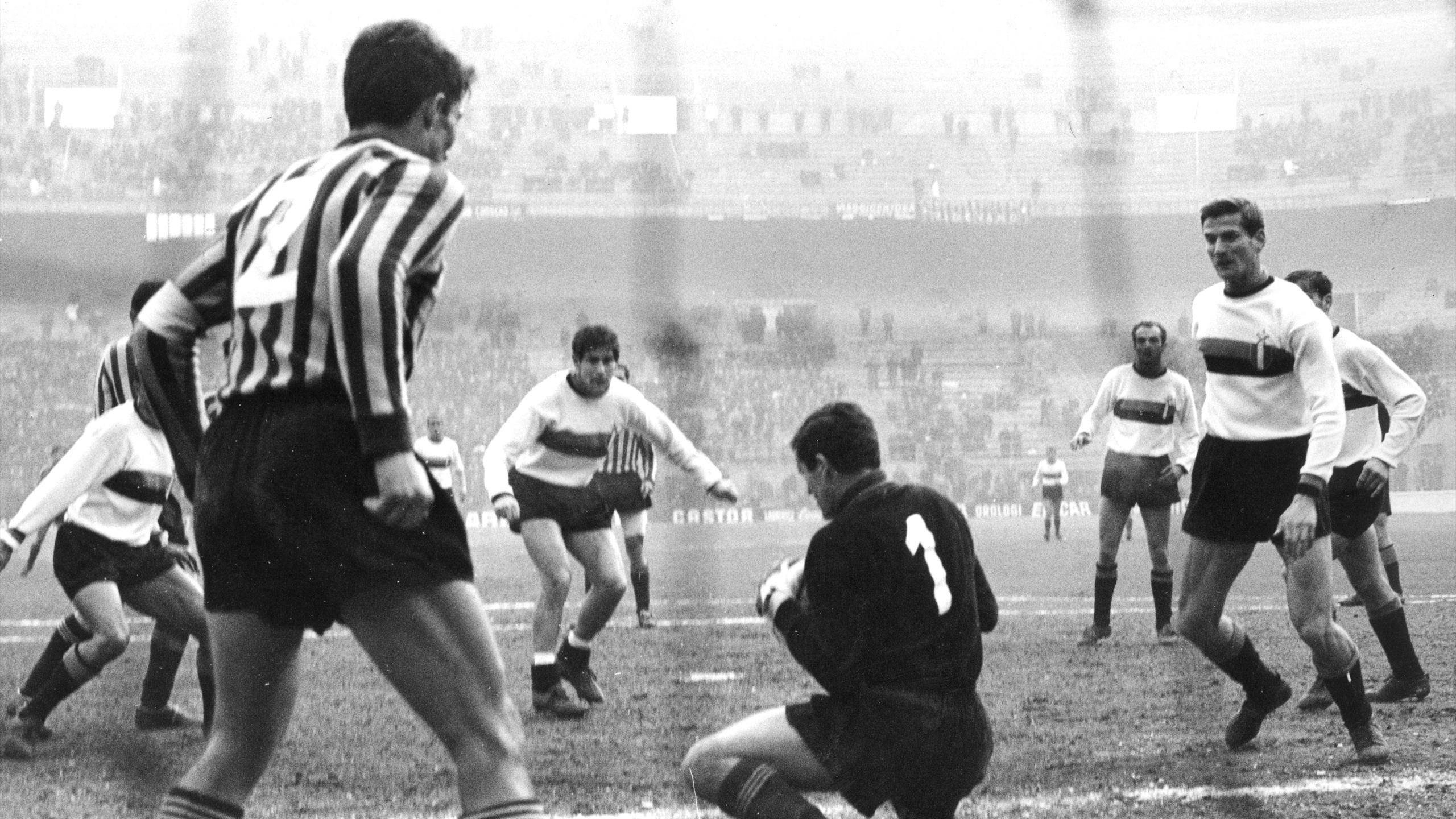
Il portiere bluceleste Giuseppe Meraviglia neutralizza un attacco nerazzurro durante Inter-Lecco (1-1) del 25 febbraio 1967.

Dopo quattro campionati cadetti di vertice in Serie B (dal campionato 1962-1963 alla stagione 1965-1966) i blucelesti riuscirono a guadagnarsi il loro ultimo campionato di Serie A nella stagione 1966-1967, sempre con alla guida Angelo Piccioli, ma in quest'ultimo anno la squadra soffrì nelle retrovie, con una sorpresa nell'ultima partita, quando la squadra già retrocessa, riuscì a strappare un 1-1 al Milan a San Siro grazie a una rete di Schiavo.

### Il progressivo declino
Conclusi i fasti della Serie A, per i blucelesti iniziò un biennio d'inferno in cadetteria, dove il vulcanico presidentissimo Mario Ceppi nel 1967 lasciò la presidenza a Giovanni Mambretti per poi ritornare in sella alla società poco tempo dopo, dove nel primo anno di Serie B, la squadra si salvò agli spareggi, battendo la concorrenza del Messina e del Venezia e poi retrocedendo in Serie C l'anno dopo chiudendo al penultimo posto in classifica con Renato Gei in panchina.
Il primo anno in Serie C, il Lecco sfiorò di poco il ritorno in Serie B, collezionando una serie di otto partite utili consecutive e arrivando a un solo punto dalla testa della classifica grazie alle nove reti di Pedroni, poi, nelle due stagioni successive in terza serie, la squadra dapprima terminò il campionato all'ottavo posto e successivamente, nel torneo di Serie C 1971-72, i blucelesti ritrovarono la Serie B dopo tre anni vincendo il girone A.
Il campionato di Serie B 1972-1973 per il Lecco non fu facile e fu caratterizzato da cessioni eccellenti, quali quella di Chinellato, e dagli avvicendamenti tecnici che portarono all'esonero di Angelo Longoni e alla chiamata in panchina di Francesco Meregalli, che portò la squadra all'ultimo posto in classifica con soli 25 punti.
Da quel momento in poi per il calcio lecchese, dopo l'"era-Ceppi", iniziò un lento declino che portò la squadra fino alle categorie dilettantistiche: ai blucelesti occorreranno infatti 50 anni per ri-ottenere l'accesso alla cadetteria.

### Dal post-Ceppi agli anni 2000

Il successo dei blucelesti nella Coppa Anglo-Italiana 1977

I sette anni successivi tra Serie C e nuova Serie C1 dal 1974 al 1980 con Carlo Rizza nuovo timoniere della società al posto di Ceppi deceduto il 15 giugno 1983, la squadra navigò in posizioni di media classifica per poi retrocedere in Serie C2 dalla stagione 1979-1980, al termine del terzo campionato consecutivo nella quarta divisione professionistica, i blucelesti affondarono nel Campionato Interregionale maturato dopo un ultimo posto in classifica.
Dopo il cambio di proprietà, e l'arrivo di Alberto Frigerio, per il Lecco iniziò un periodo difficile dovuto alle promesse non mantenute dai vertici di riportare la società in tempi brevi in Serie C2 e delle scelte di mercato sbagliate che portarono i blucelesti a sfiorare più volte il ritorno tra i professionisti.Tra queste clamorosa quella avvenuta nella stagione 1985-86 con l'assunzione a tecnico dello sconosciuto Agostino Alzani, tale da far "scoppiare" la "grana Alzani": gran parte del popolo bluceleste, tra cui il Lecco Club Mario Ceppi, si disse pronto a disertare totalmente lo stadio se ad allenare il Lecco fosse confermato per l'intera stagione lo stesso, che, dopo una gara di Coppa Italia, venne esonerato già al termine della prima giornata di campionato, nonché sostituito velocemente dal Presidente con Stefano Angeleri.
Le soddisfazioni arrivarono, al termine del Campionato Interregionale 1989-1990, quando dopo sei anni passati tra i dilettanti, i blucelesti dopo un secondo posto finale vennero ripescati in Serie C2 a completamento organici.
Con il ritorno tra i professionisti, Alberto Frigerio lasciò la carica di presidente a Sergio Pagani diventando così vicepresidente, e in quel periodo la squadra dopo modesti risultati nella stagione 1996-1997, con il futuro campione del mondo Massimo Oddo nel team, agguantò la Serie C1 dopo sedici anni di assenza vincendo i play-off al termine di un entusiasmante campionato.
I cinque anni che seguirono nell'ex Serie C, videro il Lecco soffrire ma anche disputare buone stagioni, come quella del 1997-1998, con Adriano Cadregari in panchina, poi, nei tornei seguenti si salvò più volte ai play-out spedendo nell'inferno della C2 squadre del calibro di Padova e Cremonese, che fino a pochi anni prima erano in Serie A.
Al termine del campionato di Serie C1 2001-2002 con Roberto Donadoni in panchina al debutto come allenatore, la società venne radiata dai campionati professionistici a seguito dei debiti accumulati sotto la gestione dell'ex presidente del Torino Cimminelli e del suo successore Belardelli, arrivato al timone della società per soli due mesi, dal giugno al luglio 2002. Si dovette quindi ripartire dal campionato di Eccellenza con la denominazione di Associazione Calcio Città di Lecco; presidente del nuovo sodalizio creato quell'estate era l'allora sindaco di Lecco Lorenzo Bodega che nel giro di un lustro portò i blucelesti a una veloce risalita fino alla Serie C2 nel 2004-2005, in cui l'allora presidente Gennaro Aprea riacquistò il titolo sportivo della squadra, restituendo alla città i simboli di un amore mai abbandonato.
Nel 2007 il Lecco ritrovò la Serie C1, abbandonata cinque anni prima, superando ai play-off il Pergocrema, poi, nell'annata successiva una stagione disastrosa in Serie C1, caratterizzata da numerose alternanze alla guida tecnica esonerando ben tre allenatori soltanto nella preparazione estiva e terminando il campionato con una nuova retrocessione, dopo la sconfitta nei play-out con la Paganese.
Il 14 agosto 2008, in seguito alla non ammissione della Massese nel campionato di Lega Pro Prima Divisione (ex
Serie C1), il Lecco fu ripescato potendo così, anche per il campionato 2008-2009, disputare la terza serie nazionale; salvandosi ai play-out con la sambenedettese. Nell'estate del 2009, poi, il club cambiò nuovamente proprietà, che dai milanesi Gianni Fiori, Paolo Riva e Marco Romano, alla guida della Calcio Lecco dalla stagione 2006-2007, passò a una cordata di imprenditori lecchesi.
Al termine del torneo di Lega Pro Prima Divisione 2009-2010, la squadra concluse il campionato all'ultimo posto, retrocedendo in Lega Pro Seconda Divisione dopo tre anni in terza serie, poi nel campionato 2010-2011 il team con l'obiettivo di raggiungere i play-off, sfumò nell'intento e terminò la stagione al settimo posto, successivamente, nell'annata seguente la squadra retrocesse in Serie D dopo aver perso i play-out contro il Mantova.

### Anni difficili nel dilettantismo: il secondo fallimento
Al termine del campionato di Lega Pro Seconda Divisione, nel 2012 la società venne acquistata dal faccendiere italo-americano Giuseppe "Joseph" Cala tramite la propria società Cala Corporation.
Questo non fu peraltro l'unico tentativo di Cala di entrare nel sistema calcistico italiani: oltre al Lecco negli anni provò infatti (con modalità ambigue) a prendere il controllo di Nocerina, Ebolitana, Lecce, Ascoli, Torino e Cesena, riuscendo infine ad arrivare alla presidenza della Salernitana per soli 11 giorni, salvo poi dimettersi senza onorare le proprie incombenze. Ciò accadde anche nel caso del Lecco: dopo quarantadue giorni Cala infatti se ne andò senza aver praticamente immesso alcuna risorsa nel club, imitato anche dall'amministratore Paolo Cesana, il quale aveva poco prima denunciato la grave disorganizzazione all'interno della società.
Il Lecco venne retto transitoriamente da Mario Micheli come presidente pro tempore, per poi passare di proprietà nelle mani della cordata Cento Bluceleste, formata da imprenditori lecchesi, sotto la presidenza di Antonio Rusconi.
Nel corso della primavera 2014 la presidenza passò a Stefano Galati, che durante l'estate venne affiancato da Daniele Bizzozero (ex presidente del Seregno) quale socio di maggioranza. Di lì a poco, nel mese di agosto, Galati si dimise e Bizzozero acquisì l'intero pacchetto azionario della società, nominando nuovo presidente l'ex stella nerazzurra Evaristo Beccalossi (che si dimetterà nel 2016 per entrare nei quadri societari del Brera di Milano). Nel campionato di Serie D 2014-2015 la squadra lottò nelle posizioni di vertice, chiudendo infine il proprio girone al secondo posto, alle spalle del Castiglione. Analogo risultato venne ottenuto nella Serie D 2015-2016, ove i blucelesti si piazzarono al secondo posto nel proprio girone dietro al solo Piacenza e accedettero ai play-off, che infine vinsero superando Pontisola e Seregno, acquisendo la prelazione per eventuali ripescaggi in Lega Pro.
Ai buoni risultati sul campo si accompagnò tuttavia un crescente dissesto societario: nel corso dell'anno 2016 il patròn Daniele Bizzozero fu ripetutamente raggiunto da avvisi di garanzia e sottoposto per due volte a custodia cautelare per problemi giudiziari non collegati alla squadra. Parallelamente l'amministratore unico Sandro Meregalli fu incaricato di intavolare trattative finalizzate alla cessione dei blucelesti a nuovi acquirenti, senza però ottenere alcun risultato concreto. La situazione contabile si aggravò sempre più: già a maggio 2016 il club fu messo in mora da diversi creditori e vari beni societari (tra cui le panchine dello stadio Rigamonti-Ceppi e l'autobus della prima squadra) vennero pignorati e messi all'asta nei mesi estivi. Sempre nell'estate 2016 furono incontrate notevoli difficoltà nell'effettuare l'iscrizione al campionato 2016-2017: rivelatosi impossibile beneficiare della posizione acquisita "sul campo" per un ripescaggio in Lega Pro, a luglio il club fu re-iscritto in extremis alla Serie D.
Il Calcio Lecco 1912 s.p.a. fu infine dichiarato fallito dal tribunale cittadino in data 5 dicembre 2016, accogliendo l’istanza presentata a luglio da Marco Mancinelli, ex giocatore che vantava un credito di 100 000 euro nei confronti della società bluceleste, la quale era stata condannata a risarcire il centrocampista per l’infortunio che, nel 2010, l’aveva costretto a ritirarsi dall’agonismo. Le cariche sociali vennero completamente azzerate e il club fu posto in esercizio provvisorio sotto la gerenza del curatore Mario Motta, incaricato di terminare la stagione sportiva e di reggere il club fino all'asta di liquidazione. Il curatore, al fine di sgravare la situazione debitoria sociale (quantificata in un passivo superiore al milione di euro), decise innanzitutto di esonerare l'allenatore Stefano Cuoghi, il cui compenso era stato giudicato sproporzionato alle possibilità dell'amministrazione straordinaria: al suo posto fu chiamato l'ex giocatore bluceleste Alberto Bertolini, già ingaggiato dalla precedente gestione per pochi giorni nel mese di ottobre 2016. La rosa, rimasta orfana di vari giocatori svincolatisi a seguito della morosità del club, fu integrata con elementi delle selezioni giovanili. Sempre al fine di reperire fondi necessari al regolare svolgimento delle attività del club, Motta propose a soggetti terzi (privati e aziende) di farsi carico direttamente di pagare l'ingaggio dei giocatori, facendo inoltre appello alle sottoscrizioni da parte dei tifosi.
Nonostante le difficoltà di cui sopra, la squadra bluceleste riuscì a chiudere la stagione regolare al 16º posto e infine a salvarsi sconfiggendo ai play-out l'Olginatese per 2-3.
A campionato concluso, il 29 maggio fu convocata l'asta per l'acquisto dei beni materiali e immateriali (pendenze debitorie incluse) del fallito Calcio Lecco 1912, la quale (a dispetto di alcune manifestazioni d'interesse, poi non correttamente formalizzate) finì deserta: d'accordo con il curatore Motta, il tribunale cittadino decretò la convocazione di un secondo incanto per l'8 e il 9 giugno.

### La risalita con Di Nunno
Proprio all'asta suppletiva del 9 giugno seguente il sodalizio fu aggiudicato all'unico offerente, l'imprenditore pugliese Paolo Di Nunno (curiosamente anch’egli ex patron del Seregno, come già il suo predecessore Bizzozero - tra i due peraltro vi era una notoria prossimità), che ne divenne il nuovo proprietario: la newco conservò la denominazione Calcio Lecco 1912 e la matricola federale, ma fu costituita in società a responsabilità limitata.
Dopo una prima stagione chiusa al settimo posto nel proprio girone, nell'annata 2018-2019 il Lecco (guidato dal tecnico Marco Gaburro) dominò il gruppo A della Serie D, vincendolo con cinque giornate di anticipo rispetto alla fine del campionato: a fine stagione i blucelesti accumularono 86 punti, con +27 lunghezze sul secondo posto.
La stagione del ritorno in Serie C (dopo sette anni di assenza) si rivela più complicata: la squadra si attesta nella bassa classifica del girone A e ciò costa il posto al tecnico Gaburro (sostituito ad interim dal vice Gianbattista Boffetti e poi da Gaetano D'Agostino), nonché al direttore sportivo Mario Tesini e al team manager Mauro Brambilla. In aggiunta il patròn Paolo Di Nunno (personaggio dal temperamento istrionico), che già da diversi mesi aveva preso a lamentare la scarsa presenza del pubblico alle partite interne, nonché un diffuso clima di ostilità e/o indifferenza nei suoi confronti da parte di tifosi e istituzioni, sul finire di novembre 2019 annuncia le proprie dimissioni dalle cariche sociali e finanche la sua volontà di cedere il club; quest’ultima circostanza tuttavia non si avvera e a succedergli nel ruolo di presidente è il figlio, Cristian Di Nunno. La stagione 2019-2020 (terminata anzitempo a causa dello scoppio della pandemia di COVID-19 in Italia) si conclude comunque con il raggiungimento della salvezza diretta.
Contestualmente si registra altresì il rientro in gioco dell'ex patròn Bizzozero, che viene chiamato in veste di consulente esterno, senza incarichi ufficiali in organigramma, per il calciomercato e la ricerca di sponsorizzazioni, circostanza che scatena il risentimento della tifoseria bluceleste. Il rapporto tra Di Nunno e Bizzozero si rivela tuttavia ondivago, con frequenti scontri tra le parti.

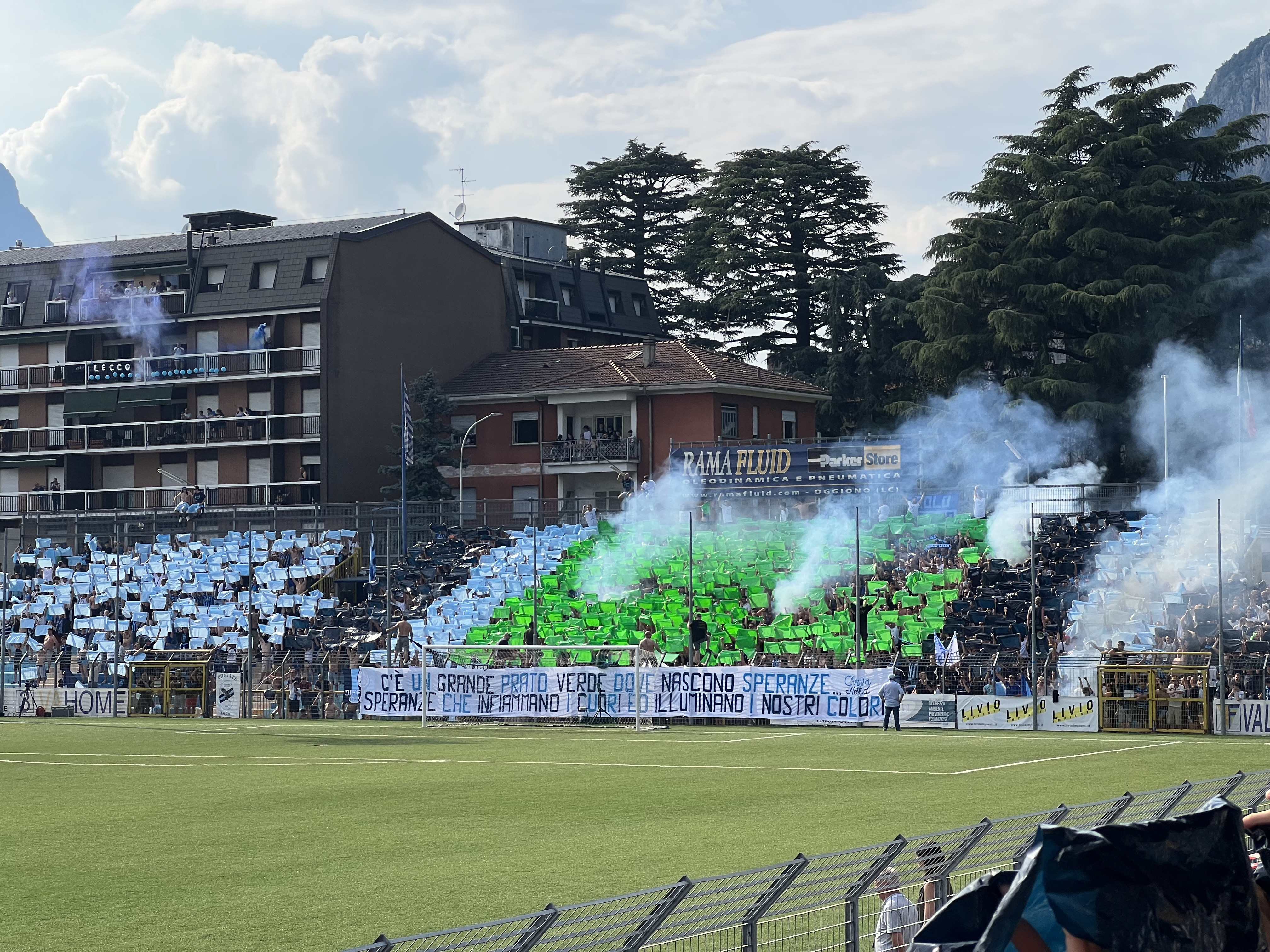
Coreografia finale playoff contro il Foggia

Nei due campionati successivi i blucelesti (guidati nel 2020-2021 dal confermato D’Agostino e nel 2021-2022 dapprima da Mauro Zironelli e poi da Luciano De Paola) si mostrano in crescita, centrando in entrambi i casi il sesto posto in stagione regolare e la qualificazione ai play-off, senza però superare il primo turno. Ancor meglio va nella stagione 2022-2023, alla quale il Lecco si presenta senza un direttore sportivo "di ruolo" dopo la fine del rapporto con Domenico Fracchiolla: di fatto la squadra viene assemblata dal direttore d'area tecnica Davide Tessaro e affidata a Alessio Tacchinardi; sia il tecnico che il dirigente tuttavia scontano l'inizio a rilento e lasciano il club. Il tecnico subentrante Luciano Foschi rivitalizza la squadra e la propone al vertice del girone A, riuscendo a tratti anche a issarla in testa alla classifica; il terzo posto conclusivo vale ai blucelesti l’accesso diretto alla fase nazionale degli spareggi promozione. Il tabellone vede il Lecco superare, in sequenza, l'Ancona al primo turno (con un doppio pareggio, grazie alla miglior posizione in stagione regolare), il Pordenone ai quarti di finale (sconfitta interna per 0-1 all'andata, poi ribaltata al ritorno per 1-3 in Friuli) e il Cesena in semifinale (nuovamente ribaltando la sconfitta per 1-2 all'andata imponendosi per 1-0 al ritorno, per poi affermarsi ai tiri di rigore), accedendo così alla finale contro il Foggia. Il decisivo doppio confronto vede i lombardi superare i pugliesi per 1-2 all'andata e per 3-1 al ritorno, assicurandosi la promozione in Serie B a cinquant'anni dall'ultima precedente apparizione nella divisione cadetta. "Uomo simbolo" della stagione è il centrocampista Franco Lepore, che proprio nel doppio spareggio finale mette a segno le reti decisive.
Nell’estate 2023 il Lecco incontra difficoltà nell’iscrizione alla serie cadetta: il motivo è legato ai limiti infrastrutturali dello stadio Rigamonti-Ceppi, che impone al club bluceleste di individuare un campo interno provvisorio in attesa dell’esecuzione dei lavori di ampliamento e adeguamento. La società indica allo scopo lo stadio Euganeo di Padova, ma le viene contestato di aver eseguito questa indicazione in ritardo rispetto ai termini prefissati. A fine giugno, in sede d’esame delle domande di iscrizione, la Covisoc e la Commissione infrastrutture della FIGC danno pertanto indicazione di escludere il Lecco dalla Serie B, parere che viene però disatteso il 7 luglio dal Consiglio della FIGC, che accoglie l’istanza d’iscrizione dei blucelesti (i quali evidenziano di aver scontato i ritardi di risposta della Prefettura padovana, nonché di aver inviato per tempo una domanda di proroga dei termini alle commissioni federali, ma che la stessa non era stata protocollata) e permette loro di essere sorteggiati nei calendari di campionato. Entrano però in gioco anche il Brescia, il Perugia e il Foggia, bramosi di ottenere la riammissione in serie cadetta, nonché la Reggina e il Siena, a loro volta in difficoltà a iscriversi (rispettivamente in B e in C) poiché alle prese con problematiche societarie; i vari ricorsi presentati fanno sì che in data 17 luglio il Collegio di Garanzia del CONI accolga il ricorso del Perugia (ma non quello del Foggia) e ribalti il verdetto del Consiglio federale, escludendo nuovamente il Lecco dalla Serie B. La questione passa pertanto dalla giustizia sportiva a quella amministrativa ordinaria: il giorno 3 agosto il TAR del Lazio, chiamato a pronunciarsi, dà ragione al ricorso lecchese (corredato dagli interventi ad adiuvandum della FIGC e delle altre 18 squadre iscritte alla B) per legittimo impedimento nel rispetto delle scadenze, ridando ai blucelesti il diritto di militanza in seconda divisione. Il prosieguo della battaglia legale al Consiglio di Stato comporta tuttavia il "congelamento" della posizione del Lecco: il campionato di Serie B prende infatti il via senza i blucelesti, le cui partite vengono rinviate al pari di quelle della ventesima squadra, identificata con una X sui calendari. Il 29 agosto la V sezione del Consiglio di Stato dà ragione al Lecco, riammettendolo definitivamente nin Serie B. Tuttavia, la stagione tra i cadetti si conclude all'ultimo posto con un'immediata retrocessione e il conseguente ritorno in Serie C. Il 13 giugno 2024, Paolo Leonardo Di Nunno cede il 100% della società ad Aniello Aliberti.

## Colori e simboli

### Colori
I colori sociali del Lecco sono il blu e il celeste: l'accostamento cromatico venne inventato nel 1895 all'atto della fondazione della Canottieri Lecco, il cui primo presidente, Antonio Cima, affermò che essi avrebbero evocato al meglio il panorama lacustre di cui si godeva dalla città, fondendo la tinta propria dell'acqua con quella del cielo. Secondo un'altra teoria, sostenuta dal giornalista Aronne Anghileri, i colori sarebbero invece stati tratti da quelli di un secchio rotto che si trovava presso la prima sede sociale.
Essendo il Lecco nato come sezione calcistica della Canottieri, fu dunque naturale che anch'esso scegliesse le summenzionate tinte per le proprie divise da gioco. A differenza della divisa originaria della società "madre", che presenta le tinte disposte a fasce orizzontali, il club calcistico ha invece optato per casacche palate.
Nel 2022, in occasione del 110º anniversario di fondazione della sezione calcistica, la squadra ha adottato una speciale maglia celebrativa che dispone i colori blucelesti in strisce orizzontali, per omaggiare le proprie radici in seno alla Canottieri Lecco.
Le divise di cortesia sono invece tipicamente bianche con richiami ai colori sociali, mentre le terze maglie (laddove ne è stato previsto l'impiego) hanno adottato vari colori a contrasto, quali rosso, verde, giallo, granata (colore che omaggia la memoria del giocatore del Grande Torino - e prima ancora bluceleste - Mario Rigamonti, deceduto nella tragedia di Superga), nero o blu.

### Simboli ufficiali

#### Stemma
Il primo gagliardetto sociale recava semplicemente le strisce verticali blucelesti accompagnate dalla ragione sociale; nei decenni successivi alla squadra viene altresì associata l'immagine del batell, la tipica imbarcazione dei pescatori del lago di Como, ritratta mentre naviga sui flutti con alcune montagne sullo sfondo. Un altro stemma che per diversi decenni ha accompagnato il Lecco è una grossa L con le due "stanghe" tinte nei colori sociali, disegnata con varie rese grafiche. Ben più recente è infine la comparsa dell'aquila, la quale si è tuttavia rapidamente imposta quale elemento cardine dell'iconografia sociale.

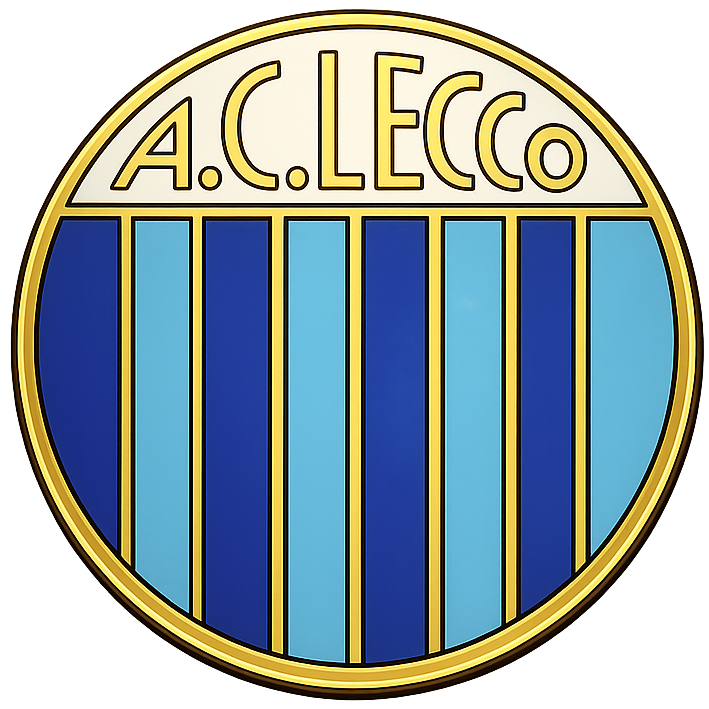
Primo stemma dell'AC Lecco, dopo la scissione dalla Canottieri.
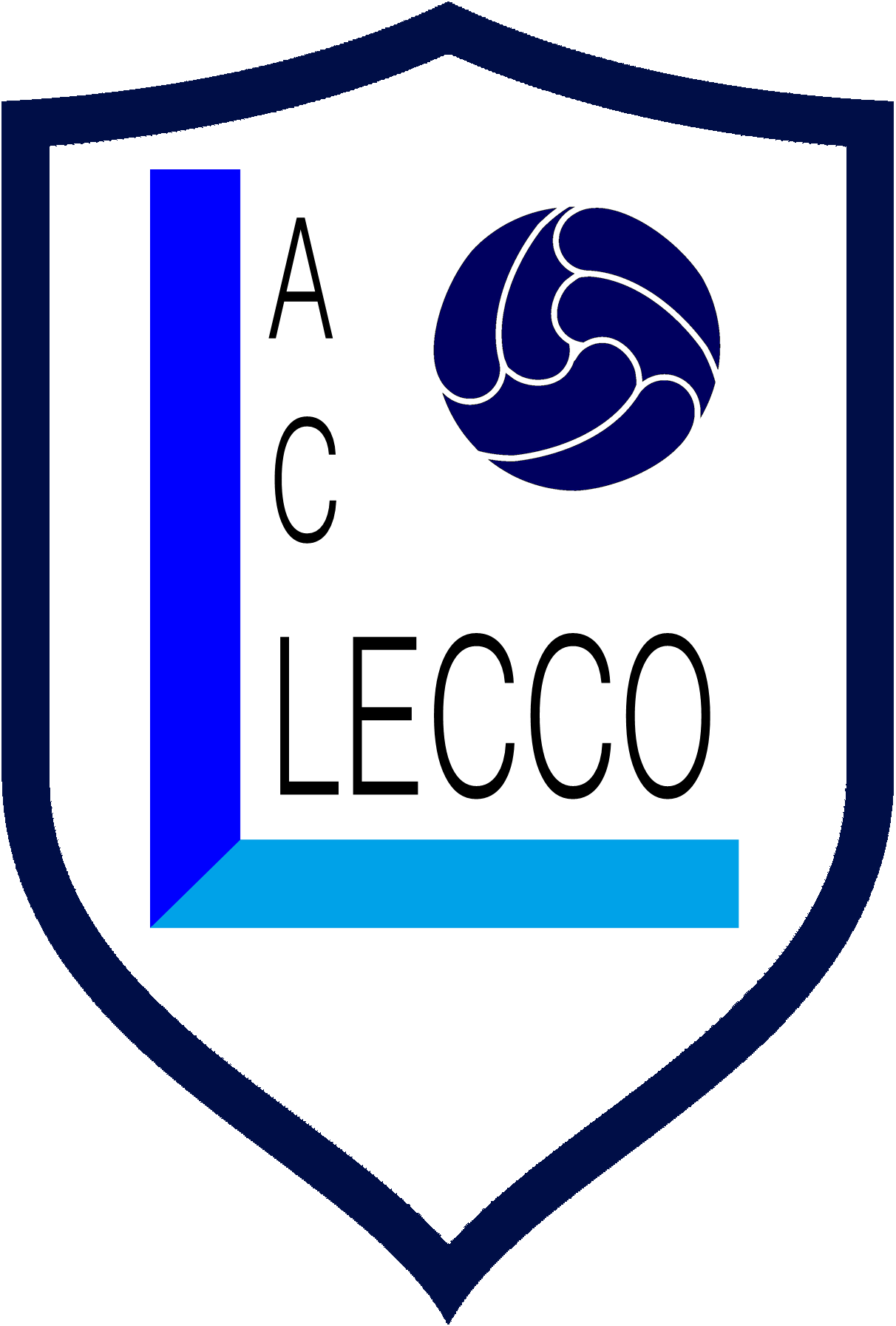
Stemma dell'AC Lecco utilizzato negli anni 1960.
Stemma dell'AC Città di Lecco usato transitoriamente dopo il fallimento del 2002.
Stemma del Calcio Lecco celebrativo del centenario.

#### Inno
Dal 1986 l'inno ufficiale della squadra è Forza Lecco, brano scritto e cantato da Ermanno Corti, in arte Herman, e originariamente pubblicato dall'etichetta Ciao (affiliata al Clan Celentano).

## Strutture

### Stadio
Il Lecco gioca le sue partite casalinghe allo Stadio Rigamonti-Ceppi, situato in via Don Pozzi, nel rione di Castello, che accoglie anche la sede della società. Al terzo millennio lo stadio, dopo gli adeguamenti alle norme di sicurezza, è capace di 5.508 posti.
Lo stadio, inizialmente denominato Campo sportivo di via Cantarelli al momento della costruzione nel 1922, il 2 giugno 1949 è stato intitolato a Mario Rigamonti, un mese dopo la sua morte nella tragedia di Superga, e poi nel 1993 anche al presidentissimo bluceleste Mario Ceppi, nel decimo anniversario della sua morte.
Prima della costruzione dello stadio nei primi anni di vita della società era stato allestito un campo da gioco, chiamato Primavera, in via Ponchielli.

### Centro di allenamento
La prima squadra si allena sia allo stadio Rigamonti-Ceppi, sia talora al centro sportivo intercomunale Rio Torto di Valmadrera-Malgrate.

## Società

### Organigramma societario
Aggiornato all'11 luglio 2024.
- Angelo Battazza - Presidente onorario
- Aniello Aliberti - Presidente[2]
- Michelangelo Vitali - Direttore generale
- Antonio Minadeo - Direttore sportivo

### Sponsor
| Cronologia degli sponsor tecnici - fino al 1981 non presente - 2007-2009 Hawk - 2009-2011 Sportika - 2011-2012 La Fabbrica dello Sport - 2012-2025 Legea - 2025- Acerbis |

### Settore giovanile
Il settore giovanile bluceleste è formato da dieci squadre maschili giovanili (dagli Under-9 agli Under-17), una squadra Under-13 Pro e una squadra partecipante al Campionato Primavera 3. A queste, si aggiungono quattro squadre giovanili femminili (Under-10, Under-13, Under-15 e Under-17).

### Sezione femminile
Il Lecco, nell'estate del 2021, ha creato una propria sezione femminile che parteciperà al campionato di Promozione 2021-2022.

## Allenatori e presidenti
- 1912-1929  Achille Todeschini
- 1929-1930  Vilmos Zsigmond[64]
- 1930-1932 ...
- 1932-1933  Imre Payer
- 1933-1934 ...
- 1934-1935  Leopoldo Conti
- 1935-1936  Otto Krappan
- 1936-1937  Leopoldo Conti
- 1937-1938  Imre Payer
- 1938-1939  Emilio Agradi
- 1939-1941  Luigi Bajardi
- 1941-1942  Mario Tedeschi
- 1942-1947  Oreste Barale
- 1947-1948  Guido Ara
- 1948-1949 ...
- 1949-1953  Hugo Lamanna
- 1953-1954  Italo Zamberletti
- 1954-1956  Arrigo Morselli
- 1956-1959  Camillo Achilli
- 1959-1961  Angelo Piccioli
- 1961-1962  Angelo Piccioli (1ª-18ª)
 Camillo Achilli (19ª-34ª)
- 1962-1963  Camillo Achilli (1ª-25ª)
 Angelo Piccioli (26ª-38ª)
- 1963-1967  Angelo Piccioli
- 1967-1968  Angelo Piccioli e  Eraldo Monzeglio (D.T.) (1ª-11ª)
 Angelo Piccioli (12ª-18ª)
 Angelo Longoni (19ª-42ª e spareggi)
- 1968-1969  Renato Gei
- 1969-1970  Luciano Lupi
- 1970-1972  Angelo Longoni
- 1972-1973  Angelo Longoni (1ª-10ª)
 Francesco Meregalli (11ª-38ª)
- 1973-1974  Sergio Brighenti (1ª-?ª)
 Francesco Meregalli (?ª-38ª)
- 1974-1975  Antonio Pasinato (1ª-?ª)
 Sergio Brighenti (?ª-38ª)
- 1975-1977  Oscar Massei
- 1977-1978  Guido Capello (1ª-?ª)
 Sergio Carpanesi (?ª-38ª)
- 1978-1979  Sergio Carpanesi
- 1979-1980  Oscar Massei (1ª-?ª)
 Glauco Gilardoni (?ª-34ª)
- 1980-1981  Amos Mariani
- 1981-1982  Angelo Longoni
- 1982-1983  Angelo Longoni (1ª-?ª)
 Pasquale Del Giudice (?ª-30ª)
- 1983-1984  Pasquale Del Giudice (1ª-17ª)
 Pierino Prati (18ª-30ª)
- 1984-1985 ...
- 1985-1986  Agostino Alzani (1ª)
 Stefano Angeleri (2ª-30ª)
- 1986-1987  Angelo Volpato
- 1987-1988  Cesare Cattaneo
- 1988-1989  Giorgio Maestroni (1ª-?ª)
 Cesare Cattaneo (?ª-34ª)
- 1989-1990  Osvaldo Jaconi
- 1990-1991  Luciano Zecchini
- 1991-1992  Luciano Zecchini (1ª-?ª)
 Battista Rota (?ª-38ª)
- 1992-1993  Giuseppe Savoldi
- 1993-1994  Antonio Pasinato
- 1994-1995  Antonio Pasinato (1ª-?ª)
 Battista Rota (?ª-34ª)
- 1995-1997  Elio Gustinetti
- 1997-1998  Adriano Cadregari
- 1998-1999  Adriano Cadregari (1ª-?ª)
 Gianpaolo Rossi (?ª-34ª e play-out)
- 1999-2000  Gianpaolo Rossi (1ª-?ª)
 Carlo Muraro (?ª-34ª e play-out)
- 2000-2001  Carlo Soldo (1ª-?ª)
 Bruno Giordano (?ª-34ª)
- 2001-2002  Roberto Donadoni (1ª-14ª)
 Alessandro Scanziani (15ª-27ª)
 Roberto Donadoni (28ª-34ª)
- 2002-2004  Antonio Pasinato
- 2004-2005  Salvatore Di Somma
- 2005-2007  Giuseppe Sannino
- 2007-2008  Massimiliano Allegri (giu.-lug.)
 Aldo Dolcetti (ago.-set.)
 Alessandro Musicco (1ª-16ª)
 Gianfranco Motta (17ª-34ª e play-out)
- 2008-2009  Adriano Cadregari (1ª-17ª)
 Maurizio Pellegrino (18ª-34ª e play-out)
- 2009-2010  Oscar Magoni (1ª-18ª)
 Nicola Tarroni (19ª-27ª)
 Oscar Magoni (28ª-33ª)
 Gabriele Ratti (34ª)
- 2010-2011  Giorgio Roselli
- 2011-2012  Alfredo Magni e  Alessio Delpiano (1ª-5ª)
 Maurizio Pellegrino (6ª-21ª)
 Giacomo Modica (22ª-38ª e play-out)
- 2012-2013  Fiorenzo Roncari
- 2013-2014  Giuseppe Maria Butti (1ª-12ª)
 Gabriele Ratti (13ª-16ª)
 Rocco Cotroneo (17ª-34ª)
- 2014-2015  Rocco Cotroneo
- 2015-2016  Sergio Zanetti (1ª-6ª)
 Luciano De Paola (7ª-38ª e play-off)
- 2016-2017  Stefano Cuoghi (1ª-7ª)
 Alberto Bertolini (8ª)
 Stefano Cuoghi (9ª-15ª)
 Alberto Bertolini (16ª-34ª e play-out)
- 2017-2018  Alessio Delpiano (1ª-24ª)
 Alessio Tacchinardi (25ª-38ª)
- 2018-2019  Marco Gaburro
- 2019-2020  Marco Gaburro (1ª-7ª)
 Gaetano D'Agostino (8ª-26ª)
- 2020-2021  Gaetano D'Agostino
- 2021-2022  Mauro Zironelli (1ª-15ª)
 Luciano De Paola (16ª-38ª e play-off)
- 2022-2023  Alessio Tacchinardi (1ª-4ª)
 Luciano Foschi (5ª-38ª e play-off)
- 2023-2024  Emiliano Bonazzoli (1ª-3ª)
 Luciano Foschi (4ª-9ª)
 Emiliano Bonazzoli (10ª-24ª)
 Alfredo Aglietti (25ª-31ª)
 Andrea Malgrati (32ª-38ª)
- 2024-2025  Francesco Baldini (1ª-11ª)
 Gennaro Volpe (12ª-25ª)
 Federico Valente (26ª-38ª)

- 1912-1922 ...
- 1922-1931  Eugenio Ceppi
- 1931-1935  Gennaro Pensa
- 1935-1938  Costantino Fiocchi
- 1938-1941  Attilio Bonati
- 1941-1942  Mario Ceppi (commissario straordinario)
- 1942-1946  Antonio Locatelli
- 1946-1948  Piero Piacco
- 1948-1967  Mario Ceppi
- 1967-1968  Giovanni Mambretti
- 1968-1969  Mario Ceppi
- 1969-1971  Giuseppe Martini
- 1971-1974  Mario Ceppi
- 1974-1980  Carlo Rizza
- 1980-1983  Mario Ceppi
- 1983-1988  Alberto Frigerio
- 1988-1992  Sergio Pagani
- 1992-1993  Lorenzo Cariboni
- 1993-1994  Sergio Pagani
- 1994-1999  Costante Grassi
- 1999-2002  Giovanni Bartoli (amministratore unico)
- 2002-2003  Lorenzo Bodega
- 2003-2004  Umberto Sozzi
- 2004-2006  Gennaro Aprea
- 2006-2009  Giovanni Fiori
- 2009-2012  Sergio Invernizzi
- 2012  Giuseppe "Joseph" Cala
- 2012-2013  Mario Micheli (pro tempore)
- 2013-2014  Antonio Rusconi
- 2014  Stefano Galati
- 2014-2016  Evaristo Beccalossi
- 2016  Sandro Meregalli (amministratore unico)
- 2016-2017  Mario Motta (curatore fallimentare)
- 2017-2019  Paolo Di Nunno
- 2019-2024  Cristian Di Nunno
- 2024-  Aniello Aliberti

## Palmarès

### Competizioni nazionali
- Coppa Italia Semiprofessionisti: 1

1976-1977

### Competizioni internazionali
- Coppa Anglo-Italiana: 1

1977

### Competizioni interregionali
- Serie C: 1

1971-1972 (girone A)
- Promozione: 1

1949-1950 (girone C)
- Serie D: 1

2018-2019 (girone A)

### Competizioni regionali
- Eccellenza: 1

2002-2003 (girone B)
- Campionato italiano di terza divisione: 1

1922-1923

### Competizioni giovanili
- Campionato De Martino: 2

1962-1963 (Serie B), 1964-1965 (Serie B)
- Coppa Giovanissimi Professionisti: 1

2005-2006
- Campionato Primavera 3: 1

2024-2025 (girone A)
- Campionato Nazionale Under-15 Serie C: 1

2024-2025

### Altri piazzamenti
- Serie B:

Secondo posto: 1959-1960, 1965-1966
Terzo posto: 1945-1946 (girone B), 1958-1959
- Serie C:

Secondo posto: 1956-1957, 1969-1970 (girone A)
Terzo posto: 1975-1976 (girone A)
- Serie C2:

Secondo posto: 1996-1997 (girone A), 2006-2007 (girone A)
- Serie D:

Secondo posto: 2004-2005 (girone B), 2014-2015 (girone B), 2015-2016 (girone B)
- Promozione:

Terzo posto: 1948-1949 (girone C)
- Scudetto Serie D:

Finalista: 2018-2019
- Coppa Italia Dilettanti Lombardia:

Finalista: 2002-2003

## Statistiche e record

### Partecipazione ai campionati
La seguente tabella prende in considerazione le 86 stagioni sportive disputate nei campionati nazionali a partire dall'esordio avvenuto il 26 ottobre 1924 in Seconda Divisione; la squadra ha inoltre partecipato al torneo di Serie B-C Alta Italia 1945-1946 con titolo sportivo di Serie C e a campionati su scala regionale, vale a dire:
- 2 campionati di Promozione della Lombardia (1920-1921 e 1921-1922)
- 2 campionati di Terza Divisione della Lombardia (1922-1923 e 1923-1924)
- 1 campionato di Eccellenza Lombarda (2002-2003).

| Livello | Categoria                  | Partecipazioni | Debutto   | Ultima stagione | Totale |
| ------- | -------------------------- | -------------- | --------- | --------------- | ------ |
| 1º      | Serie A                    | 3              | 1960-1961 | 1966-1967       | 3      |
| 2º      | Seconda Divisione          | 2              | 1924-1925 | 1925-1926       | 15     |
| 2º      | Prima Divisione            | 1              | 1927-1928 | 1927-1928       | 15     |
| 2º      | Serie B                    | 12             | 1946-1947 | 2023-2024       | 15     |
| 3º      | Seconda Divisione          | 1              | 1926-1927 | 1926-1927       | 47     |
| 3º      | Prima Divisione            | 7              | 1928-1929 | 1934-1935       | 47     |
| 3º      | Serie B-C Alta Italia      | 1              | 1945-1946 | 1945-1946       | 47     |
| 3º      | Serie C                    | 28             | 1935-1936 | 2024-2025       | 47     |
| 3º      | Serie C1                   | 8              | 1978-1979 | 2007-2008       | 47     |
| 3º      | Lega Pro Prima Divisione   | 2              | 2008-2009 | 2009-2010       | 47     |
| 4º      | Promozione                 | 2              | 1948-1949 | 1949-1950       | 22     |
| 4º      | IV Serie                   | 1              | 1952-1953 | 1952-1953       | 22     |
| 4º      | Serie C2                   | 12             | 1980-1981 | 2006-2007       | 22     |
| 4º      | Lega Pro Seconda Divisione | 2              | 2010-2011 | 2011-2012       | 22     |
| 4º      | Serie D                    | 5              | 2014-2015 | 2018-2019       | 22     |
| 5º      | Campionato Interregionale  | 7              | 1983-1984 | 1989-1990       | 11     |
| 5º      | Serie D                    | 4              | 2003-2004 | 2013-2014       | 11     |

## Tifoseria

### Storia

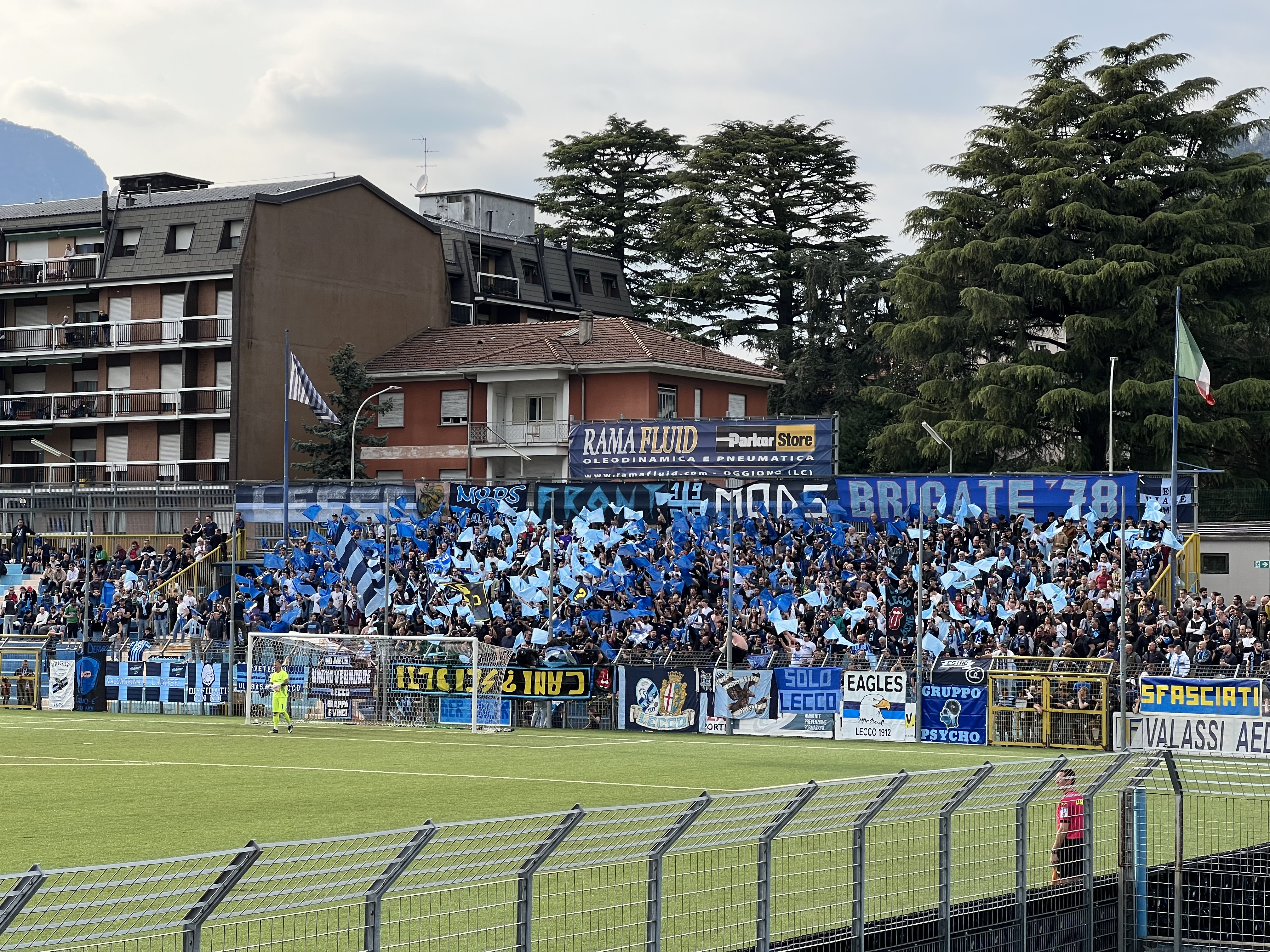
Coreografia 50 anni di movimento ultras a Lecco

La parte di tifoseria più calda del Lecco si posiziona in Curva Nord dello stadio Rigamonti Ceppi.
Attualmente i gruppi ultras blucelesti (che tipicamente prendono posto nella curva nord dello stadio Rigamonti-Ceppi) comprendono i Cani Sciolti,  i Veterani e Desperados.
A metà anni 1970 erano attestati anche i collettivi Mods Lecco, Lecco Front, Viking Lecco, Vecchia Guardia, Ultras Alcool e Brigate '78. Il gruppo UnoNoveUnoDue che si è sciolto nell’aprile del 2025.

### Gemellaggi e rivalità
La tifoseria organizzata lecchese intrattiene rapporti amichevoli e/o rispettosi (non gemellaggi) con i supporter di Monza e Varese.
Tra le rivalità, particolarmente accesa e longeva è quella con il Como, contro cui i blucelesti disputano il cosiddetto derby del Lario. 
Rapporti tesi si registrano principalmente con i gruppi organizzati di Venezia, Brescia, Pro Patria, Modena, Cremonese, Novara, L.R. Vicenza e Piacenza.

## Organico

### Rosa 2025-2026
Rosa aggiornata al 15 agosto 2025.
| N. |                     | Ruolo | Calciatore           |
| -- | ------------------- | ----- | -------------------- |
| 1  | Italia (bandiera)   | P     | Jacopo Furlan        |
| 4  | Italia (bandiera)   | D     | Luca Marrone         |
| 5  | Italia (bandiera)   | C     | Niccolò Zanellato    |
| 6  | Italia (bandiera)   | C     | Andrea Mallamo       |
| 7  | Italia (bandiera)   | D     | Davide Grassini      |
| 8  | Italia (bandiera)   | C     | Enrico Di Gesù       |
| 9  | Marocco (bandiera)  | A     | Anas Alaoui          |
| 10 | Svizzera (bandiera) | A     | Guillaume Furrer     |
| 11 | Italia (bandiera)   | A     | Alessandro Galeandro |
| 12 | Italia (bandiera)   | P     | Jakob Tschöll        |
| 13 | Italia (bandiera)   | D     | Matteo Battistini    |
| 14 | Italia (bandiera)   | C     | Stefano Bonaiti      |

| N. |                      | Ruolo | Calciatore         |
| -- | -------------------- | ----- | ------------------ |
| 16 | Italia (bandiera)    | D     | Manuel Ferrini     |
| 17 | Canada (bandiera)    | C     | Gabriel Pellegrino |
| 18 | Argentina (bandiera) | D     | Gregorio Tanco     |
| 19 | Camerun (bandiera)   | A     | Frederick Ndongue  |
| 21 | Italia (bandiera)    | C     | Antonio Metlika    |
| 22 | Argentina (bandiera) | P     | Joaquin Dalmasso   |
| 25 | Croazia (bandiera)   | A     | Leon Šipoš         |
| 26 | Italia (bandiera)    | C     | Marco Frigerio     |
| 32 | Italia (bandiera)    | A     | Mattia Tordini     |
| 33 | Svizzera (bandiera)  | D     | Noah Lovisa        |
| 41 | Italia (bandiera)    | D     | Lorenzo Romani     |
| 80 | Italia (bandiera)    | D     | Marwane Kritta     |

### Staff tecnico
Staff aggiornato al 2 febbraio 2025.
- Federico Valente - Allenatore
- Nicolò Cherubin - Vice Allenatore
- Edoardo Colla  - Preparatore Atletico
- Carlo Zotti - Preparatore Portieri
- Alessandro Montanari - Collaboratore Atletico